# Mərzəndiyə
Mərzəndiyə è un comune dell'Azerbaigian situato nel distretto di Şamaxı. Conta una popolazione di 1 033 abitanti.